# Indrani Corona
L'Indrani Corona è una struttura geologica della superficie di Venere.